# Liste des saints du XIXe siècle

Cette liste de saints concerne les saints et les bienheureux, reconnus comme tels par l'Église catholique, ayant vécu au XIXe siècle. À ce jour, l'Église a donné comme modèles évangéliques 318 saints du XIXe siècle.

## Années 1800

### Année 1801
| No. | Image      | Nom                               | Dates     | Informations               |
| --- | ---------- | --------------------------------- | --------- | -------------------------- |
| 1.  | sans cadre | Bienheureux Diego Joseph de Cadix | 1743-1801 | Religieux capucin espagnol |

## Années 1810

### Année 1811
| No. | Image      | Nom                     | Dates     | Informations                            |
| --- | ---------- | ----------------------- | --------- | --------------------------------------- |
| 1.  | sans cadre | Saint Joseph Pignatelli | 1737-1811 | Prêtre italien de la Compagnie de Jésus |

### Année 1812
| No. | Image      | Nom                               | Dates     | Informations                  |
| --- | ---------- | --------------------------------- | --------- | ----------------------------- |
| 1.  | sans cadre | Saint Égide Marie de Saint Joseph | 1729-1812 | Religieux franciscain italien |

### Année 1814
| No. | Image | Nom                      | Dates  | Informations         |
| --- | ----- | ------------------------ | ------ | -------------------- |
| 1.  |       | Saint Pierre Wu Guosheng | † 1814 | Laïc, martyr chinois |

### Année 1815
| No. | Image      | Nom                           | Dates     | Informations                                               |
| --- | ---------- | ----------------------------- | --------- | ---------------------------------------------------------- |
| 1.  | sans cadre | Saint Augustin Zhao Rong      | † 1815    | Prêtre et martyr chinois                                   |
| 2.  | sans cadre | Saint François-Xavier Bianchi | 1743-1815 | Prêtre italien de l'Ordre des Barnabites                   |
| 3.  | sans cadre | Saint Gabriel-Taurin Dufresse | 1750-1815 | Prêtre et missionnaire français, évêque de Sichuan, martyr |
| 4.  |            | Saint Joseph Zhang Dapeng     | 1754-1815 | Laïc chinois, prédicateur, martyr                          |
| 5.  | sans cadre | Bienheureux Léopold de Gaiche | 1733-1815 | Prêtre franciscain italien                                 |

### Année 1816
| No. | Image | Nom                   | Dates     | Informations                                                      |
| --- | ----- | --------------------- | --------- | ----------------------------------------------------------------- |
| 1.  |       | Sainte Julie Billiart | 1751-1816 | Religieuse française, fondatrice des Sœurs de Notre-Dame de Namur |

### Année 1817
| No. | Image | Nom                     | Dates     | Informations           |
| --- | ----- | ----------------------- | --------- | ---------------------- |
| 1.  |       | Saint Joseph Yuan Zaide | 1766-1817 | Prêtre chinois, martyr |

### Année 1818
| No. | Image | Nom                   | Dates     | Informations           |
| --- | ----- | --------------------- | --------- | ---------------------- |
| 1.  |       | Saint Paul Liu Hanzuo | 1778-1818 | Prêtre chinois, martyr |

## Années 1820

### Année 1820
| No. | Image      | Nom                          | Dates     | Informations                                             |
| --- | ---------- | ---------------------------- | --------- | -------------------------------------------------------- |
| 1.  | sans cadre | Saint Clément-Marie Hofbauer | 1751-1820 | Prêtre rédemptoriste                                     |
| 2.  | sans cadre | Saint François-Régis Clet    | 1748-1820 | Prêtre lazariste français, missionnaire en Chine, martyr |

### Année 1821
| No. | Image      | Nom                        | Dates     | Informations                                                                         |
| --- | ---------- | -------------------------- | --------- | ------------------------------------------------------------------------------------ |
| 1.  | sans cadre | Sainte Elizabeth Ann Seton | 1774-1821 | Veuve puis religieuse américaine, fondatrice des Sœurs de la Charité de Saint-Joseph |

### Année 1822
| No. | Image      | Nom                               | Dates     | Informations                            |
| --- | ---------- | --------------------------------- | --------- | --------------------------------------- |
| 1.  | sans cadre | Saint Antonio de Sant'Anna Galvão | 1739-1822 | prêtre franciscain brésilien, fondateur |

### Année 1823
| No. | Image | Nom                     | Dates  | Informations           |
| --- | ----- | ----------------------- | ------ | ---------------------- |
| 1.  |       | Bienheureux Thaddée Liu | † 1823 | Prêtre chinois, martyr |

### Année 1824
| No. | Image | Nom                                           | Dates     | Informations                                                                                |
| --- | ----- | --------------------------------------------- | --------- | ------------------------------------------------------------------------------------------- |
| 1.  |       | Saint Vincent-Marie Strambi                   | 1745-1824 | Prêtre passioniste italien, évêque de Macerata et de Tolentino                              |
| 2.  |       | Bienheureuse Anna Katharina Emmerick          | 1774-1824 | Religieuse augustine et mystique allemande                                                  |
| 3.  |       | Bienheureuse Marie-Madeleine de l'Incarnation | 1770-1824 | Religieuse italienne, fondatrice de l'Ordre des Adoratrices perpétuelles du Saint-Sacrement |

### Année 1825
| No. | Image      | Nom                                        | Dates     | Informations                                                                       |
| --- | ---------- | ------------------------------------------ | --------- | ---------------------------------------------------------------------------------- |
| 1.  | sans cadre | Bienheureuse Élisabeth Canori Mora         | 1774-1825 | Épouse et mère de famille italienne                                                |
| 2.  | sans cadre | Bienheureuse Louise-Elisabeth de Lamoignon | 1763-1825 | Veuve puis religieuse française, fondatrice des Sœurs de la Charité de Saint-Louis |

### Année 1826
| No. | Image      | Nom                          | Dates     | Informations                                                                             |
| --- | ---------- | ---------------------------- | --------- | ---------------------------------------------------------------------------------------- |
| 1.  | sans cadre | Sainte Jeanne-Antide Thouret | 1765-1826 | Religieuse française, fondatrice des Sœurs de la charité de sainte Jeanne-Antide Thouret |

### Année 1828
| No. | Image      | Nom                           | Dates     | Informations   |
| --- | ---------- | ----------------------------- | --------- | -------------- |
| 1.  | sans cadre | Bienheureux Dominique Lentini | 1770-1828 | Prêtre italien |

## Années 1830

### Année 1831
| No. | Image      | Nom                         | Dates     | Informations   |
| --- | ---------- | --------------------------- | --------- | -------------- |
| 1.  | sans cadre | Bienheureux Vincenzo Romano | 1751-1831 | Prêtre italien |

### Année 1833
| No. | Image      | Nom                             | Dates     | Informations                                                                      |
| --- | ---------- | ------------------------------- | --------- | --------------------------------------------------------------------------------- |
| 1.  | sans cadre | Sainte Bartolomea Capitanio     | 1807-1833 | Religieuse italienne, fondatrice des Sœurs de la Charité de Marie-Enfant          |
| 2.  | sans cadre | Saint François-Isidore Gagelin  | 1799-1833 | Prêtre français des Missions étrangères de Paris, missionnaire au Vietnam, martyr |
| 3.  |            | Saint Paul Tong Viet Buong (en) | † 1833    | Laïc vietnamien, martyr                                                           |
| 4.  |            | Saint Pierre Lê Tuy             | † 1833    | Prêtre vietnamien, martyr                                                         |

### Année 1834
| No. | Image      | Nom                        | Dates     | Informations                                      |
| --- | ---------- | -------------------------- | --------- | ------------------------------------------------- |
| 1.  | sans cadre | Saint André-Hubert Fournet | 1752-1834 | Prêtre français, fondateur des Filles de la Croix |
| 2.  |            | Saint Pierre Liu           | 1760-1834 | Catéchiste chinois, martyr                        |

### Année 1835
| No. | Image      | Nom                         | Dates     | Informations                                                                      |
| --- | ---------- | --------------------------- | --------- | --------------------------------------------------------------------------------- |
| 1.  |            | Saint Andrea Tran Van Thong | † 1835    | Laïc vietnamien, martyr                                                           |
| 2.  | sans cadre | Saint Joseph Marchand       | 1803-1835 | Prêtre français des Missions étrangères de Paris, missionnaire au Vietnam, martyr |
| 3.  | sans cadre | Sainte Madeleine de Canossa | 1774-1835 | Religieuse italienne, fondatrice des Canossiennes                                 |

### Année 1836
| No. | Image      | Nom                                    | Dates     | Informations                      |
| --- | ---------- | -------------------------------------- | --------- | --------------------------------- |
| 1.  | sans cadre | Bienheureuse Catherine Jarrige         | 1754-1836 | Laïque française                  |
| 2.  | sans cadre | Bienheureuse Marie-Christine de Savoie | 1812-1836 | Princesse du royaume de Sardaigne |
| 3.  | sans cadre | Bienheureux Nunzio Sulprizio           | 1817-1836 | Jeune laïc italien                |

### Année 1837
| No. | Image      | Nom                                                              | Dates     | Informations                                                                      |
| --- | ---------- | ---------------------------------------------------------------- | --------- | --------------------------------------------------------------------------------- |
| 1.  | sans cadre | Bienheureuse Anne-Marie Taigi                                    | 1769-1837 | épouse et mère de famille italienne                                               |
| 2.  | sans cadre | Sainte Claudine Thévenet                                         | 1774-1837 | religieuse française, fondatrice des religieuses de Jésus-Marie                   |
| 3.  |            | Saint François-Xavier Can                                        | † 1837    | séminariste vietnamien, martyr                                                    |
| 4.  | sans cadre | Saint Gaspard del Bufalo                                         | 1786-1836 | prêtre italien, fondateur des missionnaires du Précieux-Sang                      |
| 5.  | sans cadre | Saint Jean-Charles Cornay                                        | 1809-1837 | prêtre français des Missions étrangères de Paris, missionnaire au Vietnam, martyr |
| 6.  |            | Saint Laurent Han I-Hong et ses six compagnons, martyrs de Corée | † 1837    | martyrs coréens                                                                   |

### Année 1839
| No. | Image | Nom                            | Dates     | Informations                        |
| --- | ----- | ------------------------------ | --------- | ----------------------------------- |
| 1.  |       | Saint François Choe Kyong-hwan | 1805-1839 | catéchiste coréen, martyrs de Corée |

## Années 1840

### Année 1844
| No. | Image      | Nom                     | Dates     | Informations                                                                    |
| --- | ---------- | ----------------------- | --------- | ------------------------------------------------------------------------------- |
| 1.  | sans cadre | Bienheureux Edmond Rice | 1762-1844 | Laïc irlandais, fondateur des frères chrétiens et des frères de la Présentation |

### Année 1846
| No. | Image      | Nom                           | Dates     | Informations                                                                                 |
| --- | ---------- | ----------------------------- | --------- | -------------------------------------------------------------------------------------------- |
| 1.  | sans cadre | Saint André Kim Taegon        | 1821-1846 | Prêtre coréen, martyr, et ses compagnons Martyrs de Corée                                    |
| 2.  | sans cadre | Saint Antoine-Marie Gianelli  | 1789-1846 | Évêque italien, fondateur des Filles de Notre-Dame du Jardin et des Oblats de Saint-Alphonse |
| 3.  |            | Saint Charles Hyon Song-mun   | † 1846    | Laïc coréen, martyr                                                                          |
| 4.  | sans cadre | Sainte Marie-Madeleine Postel | 1756-1846 | Religieuse française, fondatrice des Sœurs des Écoles chrétiennes de la Miséricorde          |

### Année 1849
| No. | Image      | Nom                           | Dates     | Informations                                                    |
| --- | ---------- | ----------------------------- | --------- | --------------------------------------------------------------- |
| 1.  | sans cadre | Bienheureux Dominique Barberi | 1792-1849 | Prêtre italien de la congrégation de la Passion de Jésus-Christ |

## Années 1850

### Année 1850
| No. | Image | Nom                                    | Dates     | Informations                               |
| --- | ----- | -------------------------------------- | --------- | ------------------------------------------ |
| 1.  |       | Saint Vincent Pallotti                 | 1795-1850 | Prêtre italien, fondateur des pallotins    |
| 2.  |       | Bienheureux Guillaume-Joseph Chaminade | 1761-1850 | Prêtre français, fondateur des marianistes |

### Année 1851
| No. | Image | Nom                                  | Dates     | Informations                                                                        |
| --- | ----- | ------------------------------------ | --------- | ----------------------------------------------------------------------------------- |
| 1.  |       | Saint Augustin Schoeffler            | 1822-1851 | Prêtre français, missionnaire au Vietnam, martyr                                    |
| 2.  |       | Bienheureuse Anne-Marie Javouhey     | 1779-1851 | Religieuse et missionnaire française, fondatrice des Sœurs de Saint-Joseph de Cluny |
| 3.  |       | Bienheureuse Émilie Gamelin          | 1800-1851 | Religieuse canadienne, fondatrice des Sœurs de la Providence de Montréal            |
| 4.  |       | Bienheureux Jean-Baptiste Mazzucconi | 1826-1851 | Prêtre italien, missionnaire en Océanie, martyr                                     |

### Année 1852
| No. | Image | Nom                        | Dates     | Informations                                                                    |
| --- | ----- | -------------------------- | --------- | ------------------------------------------------------------------------------- |
| 1.  |       | Saint Jean-Louis Bonnard   | 1824-1852 | Prêtre français, missionnaire au Vietnam, martyr                                |
| 2.  |       | Sainte Émilie de Rodat     | 1787-1852 | Religieuse française, fondatrice des Sœurs de la Sainte-Famille de Villefranche |
| 3.  |       | Sainte Philippine Duchesne | 1769-1852 | Religieuse française, missionnaire aux États-Unis                               |
| 4.  |       | Sainte Thérèse Verzeri     | 1801-1852 | Religieuse italienne, fondatrice des Filles du Sacré-Cœur                       |

### Année 1854
| No. | Image      | Nom                     | Dates     | Informations                                                                       |
| --- | ---------- | ----------------------- | --------- | ---------------------------------------------------------------------------------- |
| 1.  | sans cadre | Sainte Joaquina Vedruna | 1783-1854 | Religieuse carmélite espagnole, fondatrice de l'ordre des Carmélites de la Charité |

### Année 1858
| No. | Image | Nom                                                                 | Dates     | Informations                                                             |
| --- | ----- | ------------------------------------------------------------------- | --------- | ------------------------------------------------------------------------ |
| 1.  |       | Sainte Benedetta Cambiagio Frassinello                              | 1791-1858 | Religieuse italienne, fondatrice des Sœurs bénédictines de la Providence |
| 2.  |       | Saint François Phan Van Trung et ses compagnons, martyrs du Vietnam | † 1858    | Prêtres, religieux, catéchistes et laïcs vietnamiens, martyrs            |
| 3.  |       | Saint Melchior Garcia Sampedro Suarez                               | 1821-1858 | Prêtre et missionnaire dominicain espagnol, évêque au Vietnam, martyr    |
| 4.  |       | Saint Nimatullah Kassab Al-Hardini                                  | 1808-1858 | Prêtre libanais de l'Ordre maronite                                      |

### Année 1859
| No. | Image | Nom                                                   | Dates     | Informations                                                                          |
| --- | ----- | ----------------------------------------------------- | --------- | ------------------------------------------------------------------------------------- |
| 1.  |       | Saint Jean-Marie Vianney                              | 1786-1859 | Prêtre français, curé d'Ars                                                           |
| 2.  |       | Saints Dominique Kahma et une vingtaine de compagnons | † 1859    | Prêtres, religieux, catéchistes, laïcs et enfants vietnamiens, martyrs                |
| 3.  |       | Bienheureuse Élisabeth Renzi                          | 1786-1859 | Religieuse italienne, fondatrice des Maîtresses religieuses de la Vierge des Douleurs |

## Années 1860

### Année 1860
| No. | Image | Nom                                                     | Dates     | Informations                                                                      |
| --- | ----- | ------------------------------------------------------- | --------- | --------------------------------------------------------------------------------- |
| 1.  |       | Saint Gaetano Errico                                    | 1791-1860 | Prêtre italien, fondateur des Missionnaires des Sacrés Cœurs de Jésus et de Marie |
| 2.  |       | Saint Jean Népomucène Neumann                           | 1811-1860 | Prêtre rédemptoriste tchèque, missionnaire aux États-Unis, évêque de Philadelphie |
| 3.  |       | Saint Joseph Cafasso                                    | 1811-1860 | Prêtre italien                                                                    |
| 4.  |       | Saint Joseph Lê Dang Thi                                | † 1860    | Laïc vietnamien, un des martyrs du Viêt-Nam                                       |
| 5.  |       | Saint Justin de Jacobis                                 | 1800-1860 | Prêtre lazariste italien, missionnaire en Éthiopie, évêque en Abyssinie           |
| 6.  |       | Saint Pierre-François Néron                             | 1818-1860 | Prêtre français, missionnaire au Vietnam, martyr                                  |
| 7.  |       | Saint Thomas Khuong                                     | 1780-1860 | Prêtre dominicain vietnamien, un des martyrs du Viêt-Nam                          |
| 8.  |       | Bienheureuse Élisabeth Vendramini                       | 1793-1860 | Religieuse italienne, fondatrice des Sœurs élisabéthines                          |
| 9.  |       | Bienheureux Emmanuel Ruiz                               | 1804-1860 | Prêtre franciscain espagnol, missionnaire en Syrie, martyr                        |
| 10. |       | Bienheureux Franciscains de Damas                       | † 1860    | Sept religieux franciscains et trois laïcs maronites, martyrs                     |
| 11. |       | Bienheureux Jean Népomucène de Tschiderer von Gleifheim | 1777-1860 | Évêque de Trente                                                                  |
| 12. |       | Bienheureux Pierre Friedhofen                           | † 1860    | Religieux allemand, fondateur des Frères de la Miséricorde de Marie Auxiliatrice  |

### Année 1861
| No. | Image    | Nom                                                             | Dates     | Informations                                                                       |
| --- | -------- | --------------------------------------------------------------- | --------- | ---------------------------------------------------------------------------------- |
| 1.  | framless | Saint Étienne-Théodore Cuenot                                   | 1802-1861 | Prêtre et missionnaire français, vicaire apostolique du Cambodge, martyr           |
| 2.  |          | Saint Eugène de Mazenod                                         | 1782-1861 | Évêque de Marseille, fondateur des Oblats de Marie-Immaculée                       |
| 3.  |          | Saint Jean Doan Trinh Hoan et 12 compagnons, martyrs du Vietnam | † 1861    | Prêtres, religieux, catéchistes et laïcs vietnamiens, martyrs                      |
| 4.  |          | Saint Théophane Vénard                                          | 1829-1861 | Prêtre français, missionnaire au Vietnam, martyr                                   |
| 5.  |          | Saint Valentin Berrio-Ochoa                                     | † 1861    | Prêtre et missionnaire dominicain espagnol, vicaire apostolique au Vietnam, martyr |
| 6.  |          | Bienheureux Pierre Bonhomme                                     | 1803-1861 | Prêtre français, fondateur des Sœurs de Notre-Dame du Calvaire                     |

### Année 1862
| No. | Image | Nom                                     | Dates     | Informations                                                                                |
| --- | ----- | --------------------------------------- | --------- | ------------------------------------------------------------------------------------------- |
| 1.  |       | Saint Bénilde                           | 1805-1862 | Religieux français, des Frères des écoles chrétiennes                                       |
| 2.  |       | Saint Gabriel de l'Addolorata           | 1838-1862 | Religieux passioniste italien                                                               |
| 3.  |       | Saint Dominique Nguyen et 11 compagnons | † 1862    | Prêtres, religieux, catéchistes et laïcs vietnamiens, martyrs du Vietnam                    |
| 4.  |       | Saint Jean-Pierre Néel                  | 1832-1862 | Prêtre français, missionnaire en Chine, martyr                                              |
| 5.  |       | Saint Pierre Dung et 7 compagnons       | † 1862    | Religieux, catéchistes et laïcs chinois, martyrs                                            |
| 6.  |       | Bienheureux Anton Martin Slomýek        | † 1862    | Évêque slovène                                                                              |
| 7.  |       | Bienheureux Paul Josef Nardini          | 1821-1861 | Prêtre allemand, fondateur des Pauvres franciscaines de la Sainte-Famille                   |
| 8.  |       | Bienheureuse Pauline Jaricot            | 1799-1862 | Laïque et militante catholique française, fondatrice de l'Œuvre de la Propagation de la Foi |

### Année 1863
| No. | Image | Nom                    | Dates     | Informations                                                  |
| --- | ----- | ---------------------- | --------- | ------------------------------------------------------------- |
| 1.  |       | Saint Michel Garicoïts | 1797-1863 | Prêtre français, fondateur des Prêtres du Sacré-Cœur de Jésus |

### Année 1864
| No. | Image | Nom                              | Dates     | Titre                                                     |
| --- | ----- | -------------------------------- | --------- | --------------------------------------------------------- |
| 1.  |       | Bienheureux Jacques-Désiré Laval | 1803-1864 | Prêtre spiritain français, missionnaire sur l'île Maurice |

### Année 1865
| No. | Image | Nom                             | Dates     | Informations                                                          |
| --- | ----- | ------------------------------- | --------- | --------------------------------------------------------------------- |
| 1.  |       | Sainte Madeleine-Sophie Barat   | 1779-1865 | Religieuse française, fondatrice de la Société du Sacré-Cœur de Jésus |
| 2.  |       | Sainte Paola Elisabetta Cerioli | 1816-1865 | Religieuse italienne, fondatrice des Sœurs de la Sainte-Famille       |
| 3.  |       | Bienheureux Ignace Falzon       | 1813-1865 | Laïc et catéchiste maltais                                            |

### Année 1866
| No. | Image      | Nom                                                      | Dates     | Informations                                                                                   |
| --- | ---------- | -------------------------------------------------------- | --------- | ---------------------------------------------------------------------------------------------- |
| 1.  | sans cadre | Saint Antoine Daveluy                                    | 1818-1866 | Évêque missionnaire, martyr en Corée                                                           |
| 2.  | sans cadre | Saint François-Marie Camporosso                          | 1804-1866 | Religieux capucin italien                                                                      |
| 3.  |            | Saint Jean-Baptiste Nam Chong-sam                        |           | Martyr coréen                                                                                  |
| 4.  |            | Saint Joseph Cho Yun-Ho                                  | 1848-1866 | Martyr coréen                                                                                  |
| 5.  |            | Saint Just de Bretenières                                | 1838-1866 | Prêtre français, missionnaire martyr en Corée                                                  |
| 6.  |            | Saint Louis Beaulieu                                     | 1840-1866 | Prêtre français, missionnaire martyr en Corée                                                  |
| 7.  |            | Bienheureux Luca Passi                                   | 1789-1866 | Prêtre italien, fondateur des Sœurs maîtresses de sainte Dorothée                              |
| 8.  |            | Saints Marc Chong Ui Boe et Alexis U Se-yong             |           | Martyrs coréens                                                                                |
| 9.  | sans cadre | Sainte Marie de Mattias                                  | 1805-1866 | Religieuse italienne, fondatrice des Adoratrices du Sang du Christ                             |
| 10. | sans cadre | Sainte Marie-Michelle du Saint-Sacrement                 | 1809-1866 | Religieuse espagnole, fondatrice des servantes adoratrices du Saint-Sacrement et de la Charité |
| 11. |            | Bienheureux Marien de Roccacasale                        | 1778-1866 | Religieux franciscain italien                                                                  |
| 12. | sans cadre | Saint Martin Luc Huin                                    | 1836-1866 | Prêtre missionnaire, martyr en Corée                                                           |
| 13. | sans cadre | Saint Pierre Aumaître                                    | 1837-1866 | Prêtre missionnaire, martyr en Corée                                                           |
| 14. |            | Saint Pierre Cho Hwa-so et ses compagnons                |           | Martyrs coréens                                                                                |
| 15. |            | Saints Pierre Ch’oe Hyong et Jean-Baptiste Chon Chang-un |           | Martyrs coréens                                                                                |
| 16. | sans cadre | Saint Pierre-Henri Dorie                                 | 1839-1866 | Prêtre français, missionnaire martyr en Corée                                                  |
| 17. | sans cadre | Saint Siméon-François Berneux                            | 1814-1866 | Évêque français, missionnaire martyr en Corée                                                  |
| 18. |            | Saint Pierre Yu Chong-nyul                               | 1836-1866 | Martyr coréen                                                                                  |

### Année 1867
| No. | Image      | Nom                                | Dates     | Informations                        |
| --- | ---------- | ---------------------------------- | --------- | ----------------------------------- |
| 1.  | sans cadre | Bienheureux François-Xavier Seelos | 1819-1867 | Missionnaire rédemptoriste allemand |
| 2.  |            | Saint Jean Yi Youn-il              |           | Martyr coréen                       |
| 3.  |            | Bienheureux Frère Scubilion        | 1797-1867 | Frère des écoles chrétiennes        |

### Année 1868
| No. | Image    | Nom                                          | Dates     | Informations                                                                                |
| --- | -------- | -------------------------------------------- | --------- | ------------------------------------------------------------------------------------------- |
| 1.  |          | Sainte Marie-Euphrasie Pelletier             | 1796-1868 | Religieuse française, fondatrice de la Congrégation de Notre-Dame de Charité du Bon-Pasteur |
| 2.  |          | Saint Pierre-Julien Eymard                   | 1811-1868 | Prêtre français, fondateur de la Congrégation du Saint-Sacrement                            |
| 3.  |          | Bienheureux Louis-Édouard Cestac             | 1801-1868 | Prêtre français, fondateur des Servantes de Marie                                           |
| 4.  | framless | Bienheureuse Marie-Dominique Brun Barbantini | 1789-1868 | Religieuse italienne fondatrice des Sœurs ministres des malades de saint Camille            |

### Année 1869
| No. | Image | Nom                                     | Dates     | Informations                                                             |
| --- | ----- | --------------------------------------- | --------- | ------------------------------------------------------------------------ |
| 1.  |       | Sainte Narcisse de Jésus Martillo Morán | 1832-1869 | Laïque équatorienne                                                      |
| 2.  |       | Bienheureux Jean-Joseph Lataste         | 1832-1869 | Prêtre dominicain français, fondateur des Sœurs dominicaines de Béthanie |

## Années 1870

### Année 1870
| No. | Image | Nom                        | Dates     | Informations |
| --- | ----- | -------------------------- | --------- | --- |
| 1.  |       | Saint Antoine-Marie Claret | 1807-1870 | Prêtre et missionnaire espagnol, archevêque de Santiago de Cuba et fondateur des Fils du Cœur Immaculé de Marie |
| 2.  |       | Sainte Clelia Barbieri     | 1847-1870 | Religieuse italienne, fondatrice des Minimes de Notre-Dame des Douleurs                                         |

### Année 1871
| No. | Image    | Nom                             | Dates     | Informations                                                                                            |
| --- | -------- | ------------------------------- | --------- | --- |
| 1.  |          | Saint Kuriakose Elias Chavara   | 1805-1871 | Prêtre carme indien, fondateur des Carmes de Marie-Immaculée et de la Congrégation de la Mère du Carmel |
| 2.  |          | Bienheureux Edmund Bojanowski   | 1814-1871 | Laïc polonais, fondateur des Servantes de l'Immaculée Conception                                        |
| 3.  | framless | Bienheureuse Eugénie Smet       | 1825-1871 | Religieuse française, fondatrice des Sœurs auxiliatrices                                                |
| 4.  |          | Bienheureux José Tous y Soler   | 1811-1871 | Prêtre capucin espagnol, fondateur des Capucines de la Mère du Divin Pasteur                            |
| 5.  | framless | Bienheureux Henri Planchat      | 1823-1871 | Prêtre français des Religieux de Saint Vincent de Paul, martyr                                          |
| 6.  | framless | Bienheureux Ladislas Radigue    | 1823-1871 | Prêtre français de la Congrégation des Sacrés-Cœurs de Jésus et de Marie, martyr                        |
| 7.  | framless | Bienheureux Polycarpe Tuffier   | 1807-1871 | Prêtre français de la Congrégation des Sacrés-Cœurs de Jésus et de Marie, martyr                        |
| 8.  | framless | Bienheureux Marcellin Rouchouze | 1810-1871 | Prêtre français de la Congrégation des Sacrés-Cœurs de Jésus et de Marie, martyr                        |
| 9.  | framless | Bienheureux Frézal Tardieu      | 1814-1871 | Prêtre français de la Congrégation des Sacrés-Cœurs de Jésus et de Marie, martyr                        |

### Année 1872
| No. | Image    | Nom                                | Dates     | Informations                                                                        |
| --- | -------- | ---------------------------------- | --------- | ----------------------------------------------------------------------------------- |
| 1.  |          | Bienheureux Francisco Palau y Quer | 1811-1872 | Prêtre carme espagnol, fondateur de congrégations carmélites                        |
| 2.  |          | Bienheureuse Giovannina Franchi    | 1807-1872 | Religieuse italienne, fondatrice des Sœurs hospitalières de Notre-Dame des Douleurs |
| 3.  | framless | Bienheureuse Marie Merkert         | 1817-1872 | Religieuse polonaise, fondatrice des Sœurs de Sainte Élisabeth                      |

### Année 1873
| No. | Image | Nom                       | Dates     | Informations                                                                                       |
| --- | ----- | ------------------------- | --------- | -------------------------------------------------------------------------------------------------- |
| 1.  |       | Bienheureuse Bárbara Maix | 1818-1873 | Religieuse autrichienne, missionnaire au Brésil, fondatrice des Sœurs du Cœur Immaculée de Marie   |
| 2.  |       | Bienheureux Basile Moreau | 1799-1873 | Prêtre français, fondateur de la Congrégation de Sainte-Croix et des Marianites de la Sainte-Croix |

### Année 1874
| No. | Image | Nom                                              | Dates  | Informations       |
| --- | ----- | ------------------------------------------------ | ------ | ------------------ |
| 1.  |       | Bienheureux Vincent Lewoniuk et douze compagnons | † 1874 | Martyrs ukrainiens |

### Année 1875
| No. | Image | Nom                          | Dates     | Informations                                                             |
| --- | ----- | ---------------------------- | --------- | ------------------------------------------------------------------------ |
| 1.  |       | Saint Francisco Coll Guitart | 1812-1875 | Prêtre dominicain espagnol, fondateur des Dominicaines de l'Annonciation |

### Année 1876
| No. | Image | Nom                              | Dates     | Informations                                                               |
| --- | ----- | -------------------------------- | --------- | -------------------------------------------------------------------------- |
| 1.  |       | Sainte Catherine Labouré         | 1806-1876 | Religieuse française, des Filles de la Charité                             |
| 2.  |       | Sainte Marie Rose Molas y Vallvé | 1815-1876 | Religieuse espagnole, fondatrice des Sœurs de Notre Dame de la Consolation |
| 3.  |       | Bienheureuse Françoise Schervier | 1819-1876 | Religieuse allemande, fondatrice des Sœurs des pauvres de Saint François   |
| 4.  |       | Bienheureux Frédéric Albert      | 1820-1876 | Prêtre italien, fondateur des sœurs vincentiennes de Marie Immaculée       |
| 5.  |       | Bienheureuse Jeanne Haze         | 1782-1876 | Religieuse belge, fondatrice des Filles de la Croix de Liège               |
| 6.  |       | Bienheureuse Thérèse Manganiello | 1849-1876 | Laïque italienne, inspiratrice des Franciscaines Immaculées                |

### Année 1877
| No. | Image | Nom                       | Dates     | Informations                                                     |
| --- | ----- | ------------------------- | --------- | ---------------------------------------------------------------- |
| 1.  |       | Sainte Zélie Martin       | 1831-1877 | Épouse et mère de famille française                              |
| 2.  |       | Bienheureuse Placide Viel | 1815-1877 | Religieuse française, des Sœurs de Sainte Marie-Madeleine Postel |

### Année 1878
| No. | Image | Nom                              | Dates     | Informations                                                               |
| --- | ----- | -------------------------------- | --------- | -------------------------------------------------------------------------- |
| 1.  |       | Sainte Mariam Baouardy           | 1846-1878 | Religieuse carme et mystique palestinienne                                 |
| 2.  |       | Bienheureuse Émilie d'Oultremont | 1818-1878 | Veuve puis religieuse belge, fondatrice de la Société de Marie-Réparatrice |
| 3.  |       | Bienheureux Pie IX               | 1792-1878 | Pape                                                                       |

### Année 1879
| No. | Image | Nom                                | Dates     | Informations                                                                              |
| --- | ----- | ---------------------------------- | --------- | ----------------------------------------------------------------------------------------- |
| 1.  |       | Sainte Bernadette Soubirous        | 1844-1879 | Témoin des apparitions de Lourdes, puis religieuse chez les Sœurs de la Charité de Nevers |
| 2.  |       | Sainte Jeanne Jugan                | 1792-1879 | Religieuse française, fondatrice des Petites Sœurs des Pauvres                            |
| 3.  |       | Bienheureux Antoine Chevrier       | 1826-1879 | Prêtre français, fondateur de l'Œuvre du Prado                                            |
| 4.  |       | Bienheureuse Karolina Gerhardinger | 1797-1879 | Religieuse allemande, fondatrice des Pauvres sœurs des écoles de Notre-Dame               |
| 5.  |       | Bienheureux Luigi Biraghi          | 1801-1879 | Prêtre italien, fondateur des Sœurs marcellines                                           |
| 6.  |       | Bienheureuse Marguerite Bays       | 1815-1879 | Laïque et mystique suisse                                                                 |

## Années 1880

### Année 1881
| No. | Image      | Nom                                   | Dates     | Informations |
| --- | ---------- | ------------------------------------- | --------- | --- |
| 1.  | sans cadre | Saint Daniel Comboni                  | 1831-1881 | Prêtre italien, missionnaire en Afrique, évêque de Khartoum et fondateur des Missionnaires comboniens du Cœur de Jésus |
| 2.  | sans cadre | Sainte Marie-Dominique Mazzarello     | 1837-1881 | Religieuse italienne, fondatrice des Filles de Marie-Auxiliatrice                                                      |
| 3.  | sans cadre | Bienheureuse Élisabeth Turgeon        | 1840-1881 | Religieuse canadienne, fondatrice des Sœurs de Notre-Dame du Rosaire                                                   |
| 4.  | sans cadre | Bienheureuse Pauline von Mallinckrodt | 1817-1881 | Religieuse allemande, fondatrice des Sœurs de la Charité Chrétienne                                                    |

### Année 1884
| No. | Image      | Nom                                        | Dates     | Informations                                                    |
| --- | ---------- | ------------------------------------------ | --------- | --------------------------------------------------------------- |
| 1.  | sans cadre | Saint Luigi Scrosoppi                      | 1804-1884 | Prêtre oratorien italien, fondateur des Sœurs de la Providence. |
| 2.  | sans cadre | Bienheureuse Marie de Jésus Deluil-Martiny | 1841-1884 | Religieuse française, fondatrice des Filles du Cœur de Jésus    |

### Année 1885
| No. | Image    | Nom                    | Dates     | Informations                                                           |
| --- | -------- | ---------------------- | --------- | ---------------------------------------------------------------------- |
| 1.  | framless | Sainte Thérèse Couderc | 1805-1885 | Religieuse française, co-fondatrice des Sœurs de Notre-Dame du Cénacle |

### Année 1886
| No. | Image    | Nom                                       | Dates     | Informations                                                                                 |
| --- | -------- | ----------------------------------------- | --------- | -------------------------------------------------------------------------------------------- |
| 1.  | framless | Bienheureuse Marie Anne Mogas Fontcuberta | 1827-1886 | Religieuse espagnole, fondatrice des franciscaines missionnaires de la Mère du Divin Pasteur |

### Année 1888
| No. | Image      | Nom                                | Dates     | Informations                                                                                          |
| --- | ---------- | ---------------------------------- | --------- | --- |
| 1.  | framless   | Saint Jean Bosco                   | 1815-1888 | Prêtre et éducateur italien, fondateur des Salésiens                                                  |
| 2.  | sans cadre | Bienheureuse Anna Michelotti       | 1843-1888 | Religieuse italienne, fondatrice des Petites servantes du Sacré-Cœur de Jésus                         |
| 3.  | sans cadre | Bienheureux Francesco Faà di Bruno | 1825-1888 | Universitaire, mathématicien et prêtre italien, fondateur des Sœurs minimes de Notre-Dame du Suffrage |
| 4.  | sans cadre | Bienheureux Giacomo Cusmano        | 1834-1888 | Prêtre italien, fondateur des Missionnaires serviteurs des pauvres                                    |
| 5.  | sans cadre | Saint Giovanni Antonio Farina      | 1803-1888 | Évêque italien, fondateur des Sœurs de Sainte-Dorothée, Filles des Sacrés-Cœurs                       |

### Année 1889
| No. | Image      | Nom                                           | Dates     | Informations                                                                               |
| --- | ---------- | --------------------------------------------- | --------- | ------------------------------------------------------------------------------------------ |
| 1.  | sans cadre | Saint Damien de Molokai                       | 1840-1889 | Prêtre belge de la congrégation des Sacré-Cœurs de Picpus, missionnaire à Hawaï            |
| 2.  | sans cadre | Bienheureux Luigi Campidelli                  | 1868-1889 | Religieux passioniste italien                                                              |
| 3.  | sans cadre | Bienheureuse Marie-Thérèse de Soubiran        | 1834-1889 | Religieuse française, fondatrice de la congrégation des Sœurs de Marie Auxiliatrice        |
| 4.  | sans cadre | Bienheureuse Marie Thérèse de Jésus (Scrilli) | 1825-1889 | Religieuse carmélite, fondatrice de la Congrégation des Sœurs de Notre-Dame du Mont Carmel |

## Années 1890

### Année 1890
| No. | Image | Nom                                  | Dates     | Informations                                                        |
| --- | ----- | ------------------------------------ | --------- | ------------------------------------------------------------------- |
| 1.  |       | Sainte Vincente-Marie López y Vicuña | 1847-1890 | Religieuse espagnole, fondatrice des religieuses de Marie Immaculée |
| 2.  |       | Bienheureux Arnould Rèche            | 1838-1890 | Religieux français des Frères des écoles chrétiennes                |
| 3.  |       | Bienheureux Innocent de Berzo        | 1844-1890 | Religieux capucin italien                                           |
| 4.  |       | Bienheureux John Henry Newman        | 1801-1890 | Prêtre oratorien britannique, théologien et cardinal                |
| 5.  |       | Bienheureuse Maria Repetto           | 1809-1890 | Religieuse italienne, des Sœurs de Notre-Dame du Refuge             |
| 6.  |       | Bienheureuse Marie-Anne Blondin      | 1809-1890 | Religieuse canadienne, fondatrice des Sœurs de Sainte-Anne          |

### Année 1891
| No. | Image | Nom                            | Dates     | Informations                                                             |
| --- | ----- | ------------------------------ | --------- | ------------------------------------------------------------------------ |
| 1.  |       | Bienheureuse Maria Anna Sala   | 1829-1891 | Religieuse italienne, des Sœurs de Sainte-Marcelline                     |
| 2.  |       | Bienheureux Thomas-Marie Fusco | 1831-1891 | Prêtre italien, fondateur des Filles de la Charité du Très Précieux Sang |

### Année 1892
| No. | Image | Nom                       | Dates     | Informations                                             |
| --- | ----- | ------------------------- | --------- | -------------------------------------------------------- |
| 1.  |       | Saint Antoine-Marie Pucci | 1819-1892 | Prêtre servite italien, fondateur des Servantes de Marie |

### Année 1893
| No. | Image | Nom                                     | Dates     | Informations                                                 |
| --- | ----- | --------------------------------------- | --------- | ------------------------------------------------------------ |
| 1.  |       | Saint Charles Houben                    | 1821-1893 | Prêtre passioniste néerlandais, prédicateur en Irlande       |
| 2.  |       | Bienheureuse Anna Maria Adorni          | 1805-1893 | Veuve italienne, fondatrice des Servantes de l'Immaculée     |
| 3.  |       | Bienheureux Auguste Czartoryski         | 1858-1893 | Prince polonais, prêtre salésien                             |
| 4.  |       | Bienheureux Ferdinando Maria Baccilieri | 1821-1893 | Prêtre italien, fondateur des Servantes de Marie de Galeazza |
| 5.  |       | Bienheureuse Josefa Naval Girbés        | 1820-1893 | Laïque espagnole                                             |

### Année 1894
| No. | Image | Nom                                   | Dates     | Informations                                                                                        |
| --- | ----- | ------------------------------------- | --------- | --------------------------------------------------------------------------------------------------- |
| 1.  |       | Sainte Agostina Pietrantoni           | 1864-1894 | Religieuse italienne des Sœurs de la charité de sainte Jeanne-Antide Thouret, martyre de la charité |
| 2.  |       | Sainte Catherine Volpicelli           | 1839-1894 | Religieuse italienne fondatrice des Servantes du Sacré-Cœur                                         |
| 3.  |       | Saint Conrad de Parzham               | 1818-1894 | Religieux capucin allemand                                                                          |
| 4.  |       | Saint Louis Martin                    | 1823-1894 | Époux et père de famille français                                                                   |
| 5.  |       | Bienheureux Giuseppe Benedetto Dusmet | 1818-1894 | Prêtre bénédictin italien, archevêque de Catane, cardinal                                           |
| 6.  |       | Bienheureuse Maria Enrica Dominici    | 1829-1894 | Religieuse italienne, des Sœurs de Sainte-Anne et de la Providence                                  |
| 7.  |       | Bienheureuse Victoire Rasoamanarivo   | 1848-1894 | Épouse et militante catholique malgache                                                             |

### Année 1895
| No. | Image | Nom                                            | Dates     | Informations                                                               |
| --- | ----- | ---------------------------------------------- | --------- | -------------------------------------------------------------------------- |
| 1.  |       | Saint Joseph Marello                           | 1844-1895 | Évêque italien, fondateur des Oblats de saint Joseph                       |
| 2.  |       | Saint Zygmunt Szczęsny Feliński                | 1822-1895 | Archevêque de Varsovie, fondateur des Franciscaines de la famille de Marie |
| 3.  |       | Bienheureuse Francisca Paula de Jésus          | 1810-1895 | Laïque brésilienne                                                         |
| 4.  |       | Bienheureux Salvatore Lilli et sept compagnons | † 1895    | Martyrs en Arménie                                                         |

### Année 1896
| No. | Image | Nom                            | Dates     | Informations                                               |
| --- | ----- | ------------------------------ | --------- | ---------------------------------------------------------- |
| 1.  |       | Saint Henri de Osso y Cervello | 1840-1896 | Prêtre espagnol, fondateur de la Compagnie Sainte-Thérèse  |
| 2.  |       | Saint Jacques Berthieu         | 1838-1896 | Prêtre jésuite français, missionnaire à Madagascar, martyr |
| 3.  |       | Bienheureux Zéphyrin Agostini  | 1813-1896 | Prêtre italien, fondateur des Ursulines de Marie Immaculée |

### Année 1897
| No. | Image | Nom                                          | Dates     | Informations                                                                       |
| --- | ----- | -------------------------------------------- | --------- | ---------------------------------------------------------------------------------- |
| 1.  |       | Sainte Thérèse de l'Enfant-Jésus             | 1873-1897 | Religieuse carmélite française, Docteur de l'Église                                |
| 2.  |       | Sainte Thérèse Jornet e Ibars                | 1843-1897 | Religieuse espagnole, fondatrice des Petites sœurs des personnes âgées abandonnées |
| 3.  |       | Bienheureux Giuseppe Tovini                  | 1841-1897 | Laïc italien                                                                       |
| 4.  |       | Bienheureux Luigi Caburlotto                 | 1817-1897 | Prêtre italien, fondateur des Filles de Saint-Joseph                               |
| 5.  |       | Bienheureuse Marie-Céline de la Présentation | 1878-1897 | Religieuse clarisse française                                                      |

### Année 1898
| No. | Image | Nom                                 | Dates     | Informations                                                           |
| --- | ----- | ----------------------------------- | --------- | ---------------------------------------------------------------------- |
| 1.  |       | Saint Charbel Makhlouf              | 1828-1898 | Prêtre maronite et ermite libanais                                     |
| 2.  |       | Sainte Marie-Eugénie de Jésus       | 1817-1898 | Religieuse française, fondatrices des religieuses de l'Assomption      |
| 3.  |       | Bienheureuse Marie Catherine Kasper | 1820-1898 | Religieuse allemande, fondatrice des Pauvres Servantes de Jésus-Christ |

### Année 1899
| No. | Image | Nom                                          | Dates     | Informations                                                                                |
| --- | ----- | -------------------------------------------- | --------- | ------------------------------------------------------------------------------------------- |
| 1.  |       | Bienheureuse Marie-Angèle Truszkowska        | 1825-1899 | Religieuse polonaise, fondatrice des Sœurs de Saint Félix de Cantalice.                     |
| 2.  |       | Bienheureux Gaspard Stanggassinger           | 1871-1899 | Prêtre rédemptoriste allemand                                                               |
| 3.  |       | Bienheureuse María Clara del Niño Jesús      | 1843-1899 | Religieuse portugaise, fondatrice des Franciscaines hospitalières de l'Immaculée Conception |
| 4.  |       | Bienheureuse María del Carmen González Ramos | 1834-1899 | Religieuse espagnole, fondatrice des Sœurs franciscaines des Sacrés-Cœurs                   |
| 5.  |       | Bienheureuse Marie du Divin Cœur             | 1863-1899 | Religieuse allemande des Sœurs du Bon-Pasteur                                               |